# Zamknięta trumna
Zamknięta trumna (ang. Closed Casket) – powieść kryminalna autorstwa brytyjskiej pisarki Sophie Hannah. Głównym bohaterem jest Herkules Poirot, fikcyjny belgijski detektyw stworzony przez Agathę Christie. Książka posiada autoryzację prawnych spadkobierców Christie.

## Streszczenie fabuły
Niezwykle zamożna Lady Athelinda Playford zaprasza do posiadłości Lillieoak w Irlandii swojego syna Harry’ego z żoną Dorro, córkę Claudię Playford z narzeczonym Randallem Kimptonem, prawników Michaela Gathercole’a i Orville’a Rolfe’a, oraz Herculesa Poirota i inspektora Scotland Yardu Edwarda Catchpoola. Ponadto w rezydencji znajduje się sekretarz Joseph Scotcher, jego pielęgniarka Sophie Bourlet, oraz służba – kamerdyner Hatton, pokojówka Phyllis i kucharka Brigid.
Podczas kolacji Lady Playford informuje zebranych o zmianie swojego testamentu. Kobieta postanawia zapisać cały majątek Scotcherowi, a rodzinę pozostawić bez grosza. Tego samego wieczoru w posiadłości dochodzi do morderstwa.